# Michael Orozco Fiscal
Michael Orozco Fiscal (Orange, California, Estados Unidos, 7 de febrero de 1986) es un futbolista mexicoamericano que juega como Lateral derecho o Defensa central y se encuentra sin equipo. 

## Clubes
| Club                | País                | Año           | Partidos | Goles | Media |
| ------------------- | ------------------- | ------------- | -------- | ----- | ----- |
| San Luis F. C.      | México              | 2006-2009     | 78       | 3     | 0.04  |
| Philadelphia Union  | Estados Unidos      | 2010-2011     | 30       | 2     | 0.07  |
| San Luis F. C.      | México              | 2011-2012     | 38       | 1     | 0.03  |
| Club Puebla         | México              | 2013-2015     | 80       | 1     | 0.01  |
| Club Tijuana        | México              | 2015-2018     | 73       | 0     | 0     |
| Lobos de la BUAP    | México              | 2018-2019     | 29       | 1     | 0.03  |
| Orange County SC    | Estados Unidos      | 2019-presente | 100      | 5     | 0.05  |
| Total en su carrera | Total en su carrera | 2006-presente | 429      | 12    | 0.03  |

## Palmarés

### Títulos nacionales
| Título       | Club      | País   | Año     |
| ------------ | --------- | ------ | ------- |
| Copa Mx      | Puebla FC | México | 2015    |
| Supercopa MX | Puebla FC | México | 2014/15 |

## Selección nacional

### Juveniles
Orozco fue llamado a la selección de fútbol sub-23 de Estados Unidos durante el proceso de clasificación a los Juegos Olímpicos de Pekín 2008.

### Selección absoluta
Orozco Fiscal debutó con la selección mayor de Estados Unidos el 15 de octubre de 2008, en un amistoso en preparación a las eliminatorias al Mundial contra Trinidad y Tobago.
Orozco estuvo ausente de la selección estadounidense por tres años, regresando el 10 de agosto de 2011 en un amistoso frente a México en Filadelfia. Orozco anotó su primer gol con los Estados Unidos un año después, en la histórica victoria 1-0 sobre México en el Estadio Azteca. Volvió a anotar casi un año después, esta vez en su debut en competiciones oficiales en la victoria 6-1 ante Belice por la Copa de Oro de la Concacaf 2013.

### Participaciones en Copas de Oro
| Torneo                          | Sede           | Resultado |
| ------------------------------- | -------------- | --------- |
| Copa de Oro de la Concacaf 2013 | Estados Unidos | Campeón   |

### Participaciones en la Copa América
| Copa                           | Sede           | Resultado    |
| ------------------------------ | -------------- | ------------ |
| Copa América Centenario (2016) | Estados Unidos | Cuarto lugar |

### Goles con la selección nacional
| #  | Fecha                 | Lugar                                    | Oponente | Gol   | Resultado | Competición                     |
| -- | --------------------- | ---------------------------------------- | -------- | ----- | --------- | ------------------------------- |
| 1. | 15 de agosto de 2012  | Estadio Azteca, Ciudad de México, México | México   | 1 – 0 | 1 – 0     | Amistoso                        |
| 2. | 9 de julio de 2013    | Jeld-Wen Field, Portland, Estados Unidos | Belice   | 4 – 1 | 6 – 1     | Copa de Oro de la Concacaf 2013 |
| 3. | 15 de octubre de 2013 | Estadio Rommel Fernández, Panamá, Panamá | Panamá   | 1 – 1 | 3 – 2     | Hexagonal Final                 |
| 4. | 31 de enero de 2016   | StubHub Center, Carson, EE. UU.          | Islandia | 2 – 2 | 3 – 2     | Amistoso                        |